# Người Mường
Người Mường, còn có tên gọi là Mol, Moan, Mual, là dân tộc sống ở khu vực trung du và miền núi phía Bắc Việt Nam. Người Mường được công nhận là một thành viên của cộng đồng 54 dân tộc Việt Nam.
Người Mường nói tiếng Mường, ngôn ngữ thuộc nhóm Việt - Mường trong ngữ chi Việt thuộc ngữ tộc Môn-Khmer của ngữ hệ Nam Á.
Dân số người Mường tại Việt Nam theo kết quả điều tra dân số năm 2019 là 1.452.095 người, tập trung đông nhất ở tỉnh Hòa Bình chiếm 37,81% và các tỉnh lân cận là Thanh Hóa 25,92%, Phú Thọ 15,04%, Sơn La 5,83%, Hà Nội 4,29%. Các vùng còn lại chiếm 11,11%.
Người Mường có quan hệ rất gần với người Kinh, có cùng nguồn gốc với người Kinh. Các nhà dân tộc học ngôn ngữ đưa ra thuyết cho rằng người Mường và người Kinh có nguồn gốc chung là người Việt-Mường cổ. Vào thời kỳ ngàn năm bắc thuộc thì bộ phận người cư trú ở miền núi, bảo tồn bản sắc cổ Âu Lạc, và sau này trở thành người Mường. Bộ phận ở trung du và đồng bằng có sự hòa trộn với người phương bắc về văn hóa, ngôn ngữ và nhân chủng thì thành người Kinh. Quá trình chia tách Mường - Kinh, xác định theo ngôn ngữ học thì diễn ra bắt đầu từ thế kỷ 7-8 và kết thúc vào thế kỷ 12, thời Nhà Lý.

## Dân số và địa bàn cư trú
Theo kết quả điều tra của Tổng cục Thống kê công bố năm 1989, dân tộc Mường ở Việt Nam mới chỉ có 914.396 người nhưng 10 năm sau, tức năm 1999, vẫn theo kết quả Tổng điều tra dân số của Tổng cục Thống kê công bố, người Mường đã tăng lên 1.137.515 người, sau 10 năm tiếp, tức năm 2019, vẫn theo kết quả tổng điều tra dân số thì số người Mường tăng lên là 1.434.628 người.
Người Mường sống tập trung ở các thung lũng hai bờ sông Đà (Phú Thọ, Sơn La, Ba Vì, Hòa Bình) và khu vực trung lưu của sông Mã, sông Bưởi (các huyện Thạch Thành, Bá Thước, Cẩm Thủy, Ngọc Lặc của tỉnh Thanh Hóa). Người Mường ở Thanh Hoá gồm hai bộ phận: Mường Trong (Mường gốc) và Mường Ngoài (người Mường di cư từ Hòa Bình vào). Sang đến tỉnh Nghệ An hầu như không có người Mường sinh sống (năm 1999 chỉ có 523 người Mường trong toàn tỉnh). Ngoài ra ở Tây Nguyên và Đông Nam Bộ cũng có gần 27.000 người mới di cư vào trong những năm gần đây.
Theo Tổng điều tra dân số năm 2019, người Mường có dân số là 1.452.095 người. Người Mường sống tập trung chủ yếu ở các tỉnh:
- Hòa Bình (549.026 người, chiếm 63,3% dân số của tỉnh),
- Thanh Hóa (376.340 người, chiếm 9,5% dân số của tỉnh),
- Phú Thọ (218.404 người, chiếm 13,1% dân số của tỉnh),
- Sơn La (84.676 người, chiếm 8,2% dân số của tỉnh),
- Hà Nội (62.239 người),
- Ninh Bình (27.345 người),
- Yên Bái (17.401 người)
- Đắk Lắk (15.656 người)

Ở Đắk Lắk số người Mường chiếm khoảng 1,5% toàn tỉnh chủ yếu tập trung ở thành phố Buôn Ma Thuột và một số huyện lân cận. Người Mường ở đây di cư từ năm 1954 và có nguồn gốc từ Mường Phú Thọ và Hòa Bình. Đa số vẫn giữ được phong tục tập quán nguồn gốc và bản sắc văn hóa dân tộc mình.

### Ma chay

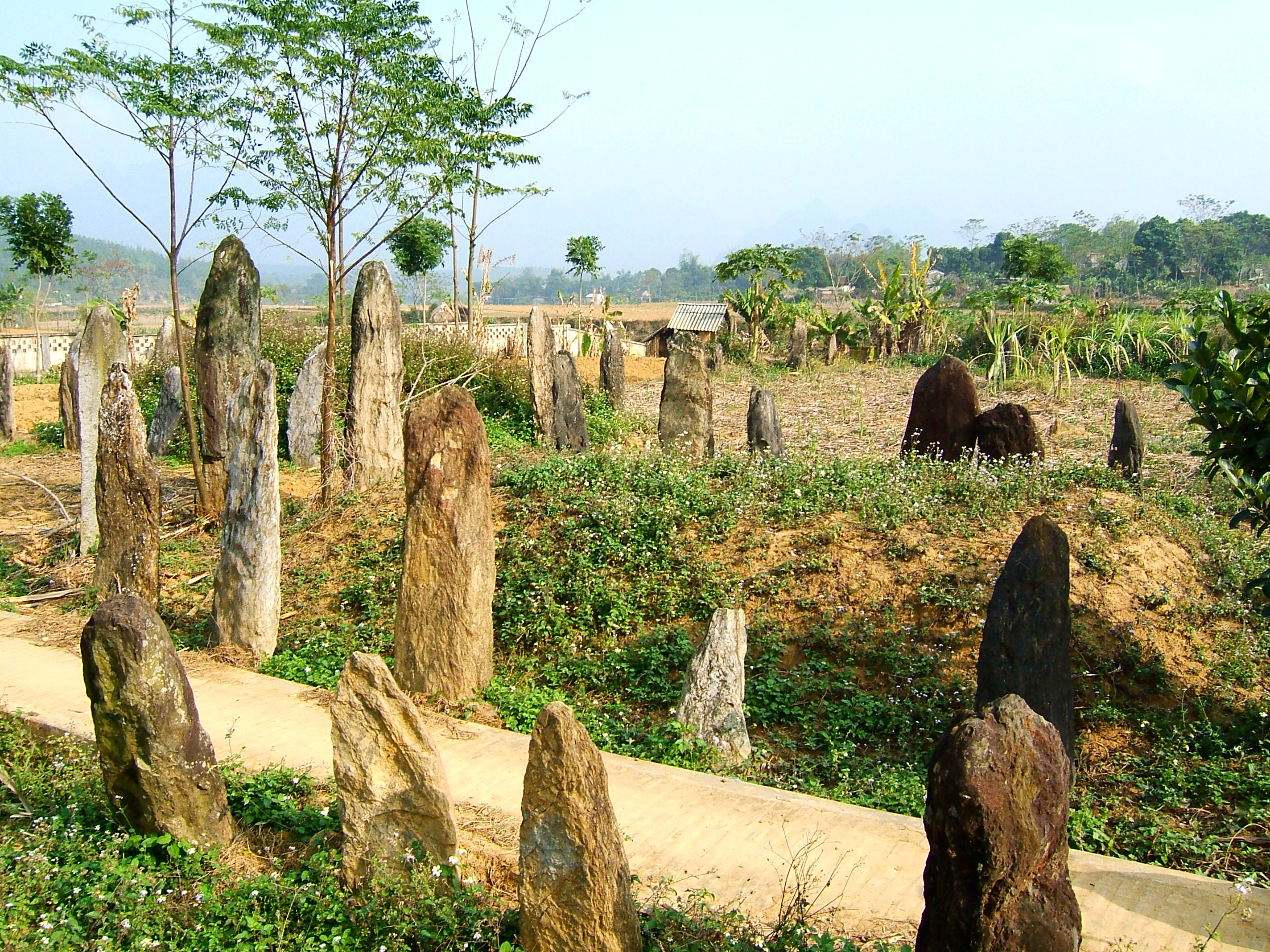
Khu mộ đá Đống Thếch ở Kim Bôi, Hòa Bình, tương truyền là nơi chôn cất các quan lang người Mường)

## Trang phục

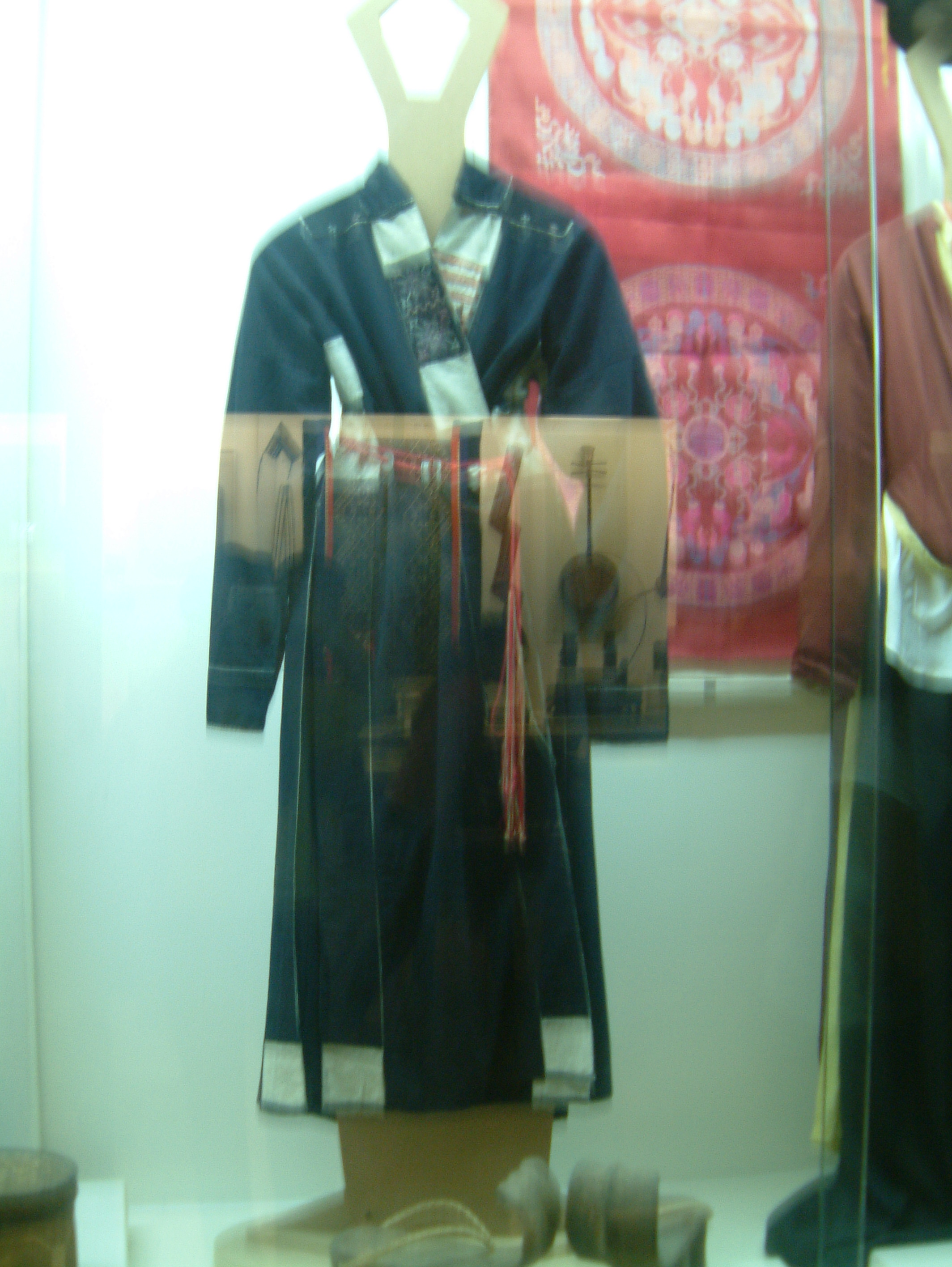
Trang phục dân tộc Mường (ảnh chụp tại Bảo tàng Dân tộc học Việt Nam)